# Appassionatamente (film 1919)
Appassionatamente è un film muto italiano del 1919 diretto da Georges-André Lacroix.